# Gnophomyia bulbibasis
Gnophomyia bulbibasis is een tweevleugelige uit de familie steltmuggen (Limoniidae). De soort komt voor in het Neotropisch gebied.